# مؤسسه ریکوردی (فیلم)
مؤسسهٔ ریکوردی (ایتالیایی: Casa Ricordi)، یا کازا ریکوردی که با نام خانهٔ خاطرات نیز شناخته می‌شود، فیلمی در ژانر موزیکال به کارگردانی کارمینه گالونه است که در سال ۱۹۵۴ میلادی منتشر شد. فیلم به تاریخچه ابتدایی مؤسسهٔ ریکوردی، ناشر موسیقی کلاسیک و اپرا و یکی از منابع مهم جهان در زمینهٔ انتشار کار آهنگسازان بزرگ قرن ۱۹ میلادی ایتالیا می‌پردازد.

## بازیگران
- رولان الکساندر
- الیزا کگانی
- آندره‌آ ککی
- گابریله فرزتی
- نادیا گری
- رولدانو لوپی
- مارچلو ماسترویانی
- میشلین پرل
- موریس رونه
- پائولو استوپا
- مرتا تورن
- ممو کاروتنوتو
- ویرا سیلنتی
- کلاودیو ارملی
- نلی کورادی
- سرجو توفانو
- جوزپه پورلی
- جوزپه وارنی
- رنتسو جووانپیترو